# Ken Narita
Ken Narita (成田 剣 Narita Ken?), cuyo nombre verdadero es Tsutomu Narita (成田 勉 Narita Tsutomu?), nació el 18 de mayo de 1964 en Saitama. Su tipo sanguíneo es A. Trabaja como seiyū, aunque también ha participado en varios CD drama.

## Trabajos
- Angelique, videojuegos, OVA (personaje: Arios)
- 6 Angels, película (personaje: Mike)
- Akame ga Kill! (Dr. Stylish)
- All Purpose Cultural Cat Girl Nuku Nuku, OVA (personaje: Juuza Mishima
- Araiso Private High School Student Council Executive Committee, OVA (personaje: Matsumoto Takahisa)
- Arc the Lad (personaje: Kelbe)
- Bakugan: Gundalian Invaders (Emperador Barodius)
- Black Lagoon (Gruppen Führer, eps 5-6)
- Bleach (personaje: Ryuken Ishida)
- Code Geass: Lelouch Of The Rebelion, anime (personaje: Lord Jeremiah Gottwald)
- Code Geass - Hangyaku no Lelouch' (Jeremiah Gottwald)
- Code Geass - Hangyaku no Lelouch R2 (Jeremiah Gottwald)
- Detective Conan (personajes: Etoh, episodio 41; Muraki, episodios 126-127)
- Dokkoida?! (personaje: Pierre)
- E's Otherwise (personaje: Dr. Asakawa)
- Eat-Man (personaje: Stow, episodio 4)
- Edens Bowy (personaje: Wietoo)
- Elemental Gelade, anime, videojuego (personaje: Gladias)
- Mahō no Stage Fancy Lala (personaje: Komiyama)
- Fushigi Yūgi OVA Eikoden (personaje: Fake Suzaku)
- Fushigi Yūgi, anime (personaje: Tetsuya Kajiwara)
- Fushigi Yūgi OVA (personajes: Suzaku Seikun; Tetsuya Kajiwara)
- Ghost Hunt, anime (personaje: Lin Kōjo)
- I'm Gonna Be An Angel (personaje: Kai)
- InuYasha (personaje Sesshōmaru)
- InuYasha the Movie: Fire on the Mystic Island (Guren no Hōraijima, película)) (personaje: Sesshomaru)
- InuYasha the Movie: Affections Touching Across Time (personaje: Sesshomaru)
- InuYasha: Tenka Hadou no Ken, película (personaje: Sesshomaru)
- JoJo's Bizarre Adventure: Golden Wind (Illuso)
- Katekyō Hitman Reborn!(personaje: reborn)
- Loveless, anime, CD drama (personaje: Seimei)
- Monogatari Series Second Season, anime (personaje: Sasayabu-sensei, eps 13-14)
- Nuku Nuku, anime (personaje: Hell Mishima)
- Scrapped Princess (personaje: Lenard)
- Shijo Saikyo No Deshi Kenichi, anime (personaje: Asamiya Ryuuto (Odin))
- Shōnan Jun'ai Gumi, OVA (personaje: Toshiyuki Saejima)[1]
- Skip Beat! (CD Drama) (personaje: Ren Tsuruga)
- Sonic X (personaje: Black Narcissus)
- Super Robot Wars Alpha 3, videojuego (personaje: Calico Macready)
- X-1999, anime, película (personaje: Fuma Mono)
- Captain Tsubasa: Dream Team, videojuego (personaje:Kojirō Hyūga)
- Hanyo No Yashahime (personaje: Sesshomaru)

## En CD de Anime
- Sesshoumaru con Jaken (Yuuichi Nagashima) y Rin (Mamiko Noto) en 業(Gou)
- Soljashy en Final Fantasy: Unlimited
- Raphael en Angel Sanctuary